# Epidendrum skutchii
Epidendrum skutchii är en orkidéart som beskrevs av Ames, F.T.Hubb. och Charles Schweinfurth. Epidendrum skutchii ingår i släktet Epidendrum och familjen orkidéer. Inga underarter finns listade i Catalogue of Life.